# Andreas Gerwig

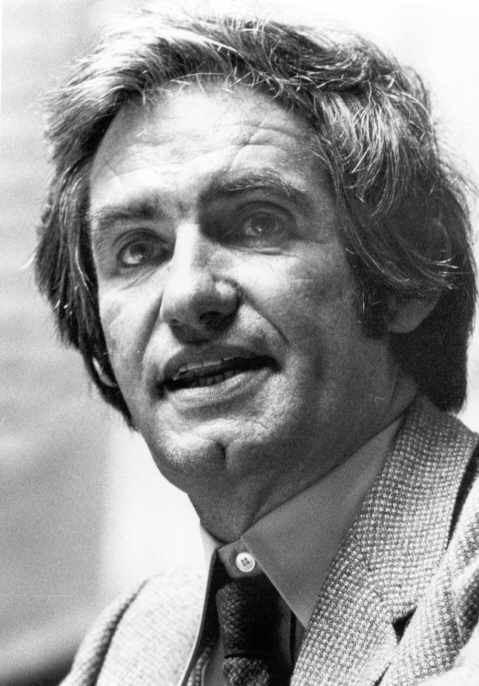
Andreas Gerwig (1986)

Andreas Carl Gerwig (* 10. November 1928 in Basel; † 30. April 2014 ebenda) war ein Schweizer Politiker (SP).

## Leben

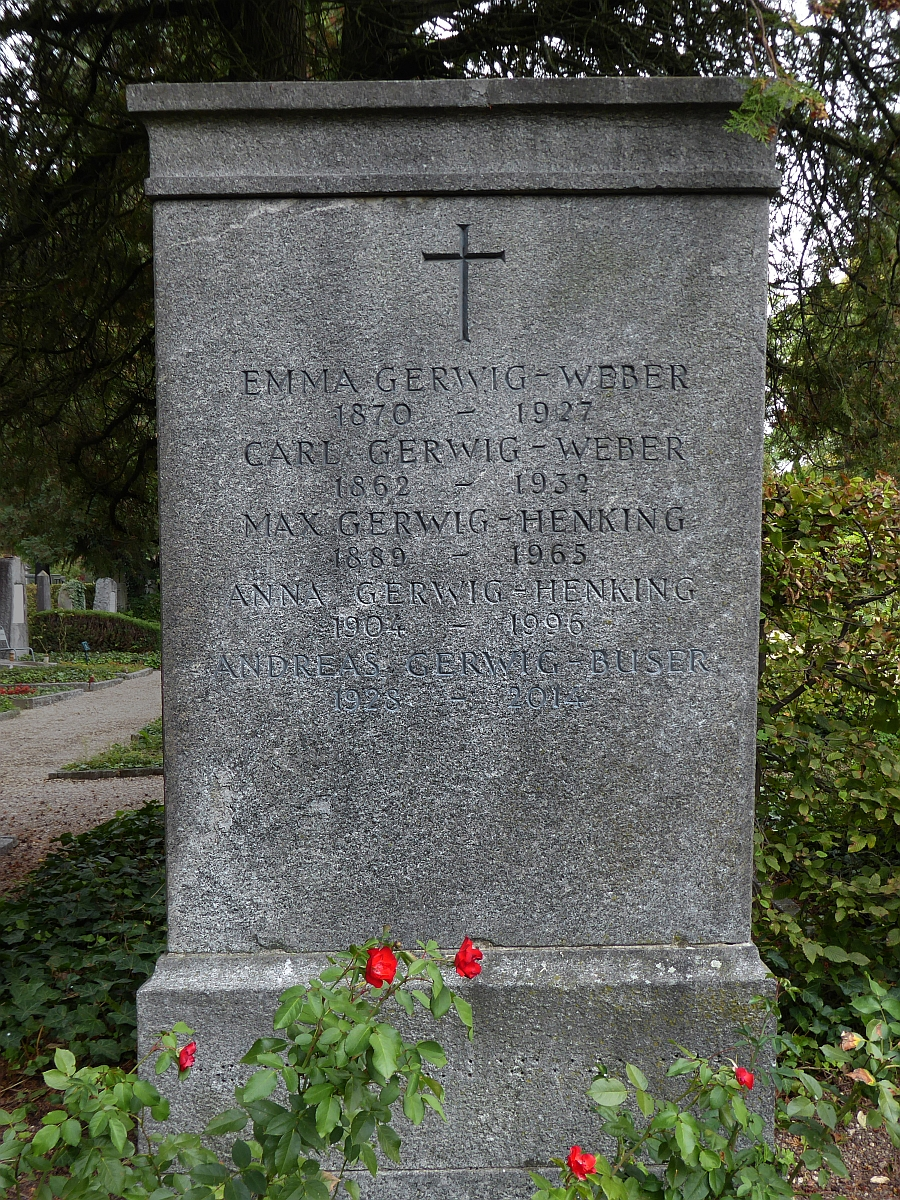
Grab auf dem Wolfgottesacker, Basel

Der Sohn des Rechtswissenschaftlers und Universitätsprofessors Max Gerwig (1889–1965) studierte Jurisprudenz an den Universitäten Basel und Paris. 1953 wurde er in Basel zum Dr. iur. promoviert. Ab 1955 war er als Rechtsanwalt tätig.
Von 1957 bis 1967 war Gerwig Bürgergemeinderat der Stadt Basel und von 1960 bis 1964 gehörte er dem Verfassungsrat beider Basel an. Von 1964 bis 1970 vertrat er die Sozialdemokratische Partei im Grossen Rat des Kantons Basel-Stadt.
Von 1967 bis 1983 gehörte Gerwig dem Nationalrat an, wo er zusammen mit Helmut Hubacher, Walter Renschler und Lilian Uchtenhagen die sogenannte «Viererbande» bildete, die die Parteipolitik der SP wesentlich prägte. Gerwigs politische Schwerpunkte waren die Rechtspolitik, die Medienpolitik und der Jurakonflikt. Von 1981 bis 1983 präsidierte er die Kommission für ein neues Eherecht.
Von 1984 bis 1997 gehörte Gerwig dem Erziehungsrat des Kantons Basel-Stadt und ab 1999 dem basel-städtischen Verfassungsrat an. Er war außerdem von 1966 bis 1988 Personalvertreter im Verwaltungsrat der Basler Theater, Präsident des Schweizerischen Filmzentrums und Mitglied des Stiftungsrats der Max-Frisch-Stiftung.

## Schriften
- Andreas Carl Gerwig: Der Vorbehalt zu Gunsten der Kantone in Artikel 61 OR: Rechtfertigen Änderung der Lebensverhältnisse und Ausweitung der Staatsaufgaben eine neue Auslegung des unklaren Begriffs der «gewerblichen Verrichtung» in OR 61? Basel 1953 (Dissertation, Universität Basel, 1953).